# Elena Fanchini
Elena Fanchini (* 30. April 1985 in Lovere; † 8. Februar 2023 in Solato, Gemeinde Pian Camuno) war eine italienische Skirennläuferin. Sie war auf die schnellen Disziplinen Abfahrt und Super-G spezialisiert. 2005 war sie Vizeweltmeisterin in der Abfahrt. Ihre jüngeren Schwestern Nadia und Sabrina sind ebenfalls ehemalige Skirennläuferinnen.

## Biografie
Fanchini kam aus Montecampione bei Artogne im Valcamonica (Provinz Brescia). 1998 siegte sie im Slalom und im Riesenslalom des Whistler Cups. Ihre ersten FIS-Rennen bestritt sie im April 2001, der erste Einsatz im Europacup folgte im Januar 2003. Ab der Saison 2003/04 startete Fanchini regelmäßig im Europacup und erreichte bereits im dritten Rennen, der Abfahrt von Ponte di Legno/Tonale am 19. Dezember Platz drei.
Fanchinis erste Rennen im Weltcup waren die beiden Abfahrten von Santa Caterina am 6. und 7. Januar 2005, wo sie beide Male den 17. Platz erreichte. Einen Monat später nahm sie an den Weltmeisterschaften 2005 teil, ebenfalls in Santa Caterina. In der Kombination erreichte sie lediglich den 20. Platz (von 21 gewerteten Läuferinnen), zwei Tage später gelang der damals 19-Jährigen dann aber völlig überraschend ihr bisher größter Erfolg: Hinter der Kroatin Janica Kostelić und vor der Österreicherin Renate Götschl gewann sie die Silbermedaille in der Abfahrt – nachdem sie im Training zuvor gestürzt war. Ende Februar nahm sie auch an den Juniorenweltmeisterschaften in Bardonecchia teil und gewann die Silbermedaille in der Abfahrt sowie die Bronzemedaille im Super-G.
Ihre gute Form konnte Fanchini zu Beginn des nächsten Winters beibehalten: In der Saison 2005/06 holte sie im ersten Abfahrtsrennen am 2. Dezember in Lake Louise ihren ersten Weltcupsieg. Danach allerdings verschlechterten sich ihre Resultate deutlich. Bei den Olympischen Spielen 2006 in Turin kam sie nur auf den 29. Abfahrtsrang. Zu Saisonende erreichte sie in der Abfahrt von Åre wieder einen neunten Platz. In der Saison 2006/07 erreichte Fanchini zwar in der zweiten Abfahrt von Lake Louise am 2. Dezember den siebenten Platz, kam aber in allen anderen Rennen nicht über Rang 25 hinaus. Bei den Weltmeisterschaften 2007 in Åre konnte sie ihren Erfolg von den letzten Weltmeisterschaften nicht wiederholen und belegte nur Rang 27 in der Abfahrt sowie Rang 31 im Super-G. In der Weltcupsaison 2007/08 standen nur zwei Platzierungen unter den besten 15 zu Buche.
Ende Oktober 2008 zog sich Fanchini beim Training am Hintertuxer Gletscher eine schwere Verletzung im linken Knie zu und musste die gesamte folgende Saison pausieren. Während der Saison 2009/10 fuhr sie in vier Weltcuprennen unter die besten 15 und erzielte mit Platz zehn im Super-G von St. Moritz ihr erstes Top-10 Resultat seit mehr als drei Jahren. Bei den Olympischen Winterspielen 2010 in Vancouver erreichte sie Platz 14 im Super-G. In der Weltcupsaison 2010/11 fuhr Fanchini in drei Abfahrten und zwei Super-G unter die besten zehn, womit sie vor allem im Abfahrtsweltcup einen großen Schritt nach vorne machte und mit Platz zwölf ihr bisher bestes Gesamtresultat aus der Saison 2005/06 egalisierte. Bei den Weltmeisterschaften 2011 in Garmisch-Partenkirchen wurde sie 16. in der Abfahrt und 18. im Super-G.
In der Weltcupsaison 2011/12 gelangen Fanchini vier Top-10-Ergebnisse. Mitte März 2012 feierte sie den einzigen Europacupsieg ihrer Karriere, bei einem Super-G in Pila. Obwohl sie im Weltcup 2012/13 nur einmal unter den besten zehn klassiert war, nahm sie an den Weltmeisterschaften 2013 in Schladming teil und belegte dort Platz 9 in der Abfahrt. Eine deutliche Steigerung gelang ihr zu Beginn des Weltcups 2013/14: Sowohl in Beaver Creek als auch in Lake Louise wurde sie jeweils Dritte. Diese Erfolgsserie riss nach kurzer Zeit ab und sie musste mehrere Ausfälle in Folge hinnehmen. Bei den Olympischen Winterspielen 2014 in Sotschi kam sie nicht über Platz 14 in der Abfahrt hinaus. Kurz nach Saisonende zog sie sich eine Seitenbanddehnung am rechten Knie zu und musste eine mehrwöchige Trainingspause einlegen.
Im Winter 2014/15 hatte Fanchini die erfolgreichste Weltcupsaison ihrer Karriere, als sie sich fünfmal unter den besten zehn klassieren konnte. Am 16. Januar 2015 feierte sie in der Abfahrt von Cortina d’Ampezzo eher überraschend ihren zweiten Weltcupsieg, vor Larisa Yurkiw und Viktoria Rebensburg. Enttäuschend verliefen hingegen die Weltmeisterschaften 2015, bei denen sie nicht über Platz 16 in der Kombination hinauskam. Im Winter 2015/16 fuhr sie zweimal unter die besten zehn, im Winter 2016/17 nur noch einmal. Bei der ersten Weltcup-Abfahrt des Winters 2017/18 belegte Fanchini den vierten Platz. Mitte Januar 2018 musste sie die Saison abbrechen, nachdem bei ihr eine Tumorerkrankung diagnostiziert worden war. Dadurch verpasste sie die vierte Olympiateilnahme. Kaum genesen, musste sie im November 2018 einen weiteren Rückschlag hinnehmen, als sie im Training einen Wadenbeinbruch erlitt.
Im April 2020 gab sie gemeinsam mit ihrer Schwester Nadia ihren Rücktritt vom Leistungssport bekannt. Sie starb im Februar 2023 in Solato im Alter von 37 Jahren an den Folgen einer Krebserkrankung.

## Erfolge

### Olympische Winterspiele
- Turin 2006: 29. Abfahrt
- Vancouver 2010: 14. Super-G
- Sotschi 2014: 12. Abfahrt

### Weltmeisterschaften
- Bormio 2005: 2. Abfahrt, 20. Kombination
- Åre 2007: 27. Abfahrt, 31. Super-G
- Garmisch-Partenkirchen 2011: 16. Abfahrt, 18. Super-G
- Schladming 2013: 9. Abfahrt, 15. Super-Kombination
- Vail/Beaver Creek 2015: 26. Abfahrt
- St. Moritz 2017: 14. Abfahrt

### Weltcup
- 4 Podestplätze, davon 2 Siege:

| Datum            | Ort               | Land    | Disziplin |
| ---------------- | ----------------- | ------- | --------- |
| 2. Dezember 2005 | Lake Louise       | Kanada  | Abfahrt   |
| 16. Januar 2015  | Cortina d’Ampezzo | Italien | Abfahrt   |

### Weltcupwertungen
| Saison  | Gesamt | Gesamt | Abfahrt | Abfahrt | Super-G | Super-G | Kombination | Kombination |
| Saison  | Platz  | Punkte | Platz   | Punkte  | Platz   | Punkte  | Platz       | Punkte      |
| ------- | ------ | ------ | ------- | ------- | ------- | ------- | ----------- | ----------- |
| 2004/05 | 75.    | 42     | 32.     | 28      | 45.     | 14      | –           | –           |
| 2005/06 | 41.    | 184    | 12.     | 173     | 47.     | 11      | –           | –           |
| 2006/07 | 77.    | 65     | 30.     | 59      | 50.     | 6       | –           | –           |
| 2007/08 | 45.    | 130    | 23.     | 108     | 34.     | 18      | 39.         | 4           |
| 2009/10 | 53.    | 128    | 24.     | 74      | 26.     | 54      | –           | –           |
| 2010/11 | 28.    | 228    | 12.     | 165     | 25.     | 63      | –           | –           |
| 2011/12 | 36.    | 215    | 13.     | 154     | 32.     | 33      | 18.         | 28          |
| 2012/13 | 62.    | 106    | 22.     | 100     | 47.     | 1       | 37.         | 5           |
| 2013/14 | 33.    | 220    | 10.     | 207     | 42.     | 13      | –           | –           |
| 2014/15 | 17.    | 376    | 5.      | 291     | 19.     | 85      | –           | –           |
| 2015/16 | 51.    | 165    | 24      | 98      | 24.     | 67      | –           | –           |
| 2016/17 | 57.    | 144    | 16.     | 126     | 50.     | 8       | –           | –           |
| 2017/18 | 70.    | 79     | 27.     | 61      | 40.     | 18      | –           | –           |

### Europacup
- Saison 2006/07: 5. Abfahrtswertung
- 5 Podestplätze, davon 1 Sieg:

| Datum         | Ort  | Land    | Disziplin |
| ------------- | ---- | ------- | --------- |
| 16. März 2012 | Pila | Italien | Super-G   |

### Juniorenweltmeisterschaften
- Bardonecchia 2005: 2. Abfahrt, 3. Super-G, 6. Riesenslalom

### Weitere Erfolge
- 7 italienische Meistertitel in der Abfahrt (2005, 2007, 2010, 2011, 2012, 2015, 2016)
- 1 Sieg im South American Cup
- 3 Siege in FIS-Rennen